# الجامع الكبير في زبيد
الجامع الكبير في زبيد هو مسجد تاريخي جامع يقع في مدينة زبيد القديمة في اليمن.

## تاريخه
بحسب الباحثة نهى صادق، يُقال إن المسجد قد بُني على يد الحاكم الزيادي الحسين بن سلامة (r.983–1012 )، الذي كان مسؤولاً أيضًا عن بناء مسجد الأشاعرة، وهو مسجد مشهور آخر في المدينة. أصبح كلا المسجدين مركزان للدراسات الإسلامية في أوج ازدهار المدينة. خضع المسجد للتعديل وإعادة البناء في عهد الدولة الأيوبية (حوالي عام 1200)، حيث اكتسب في تلك المرحلة معظم شكله الحالي. تعود المئذنة المصنوعة من الطوب، وهي واحدة من أقدم المآذن المحفوظة في اليمن (إلى جانب مآذن الجامع الكبير في صنعاء ومسجد ظفر ذيبين)، إلى هذه الفترة. خضع المسجد لمزيد من الترميم في عهد سلالة الطاهريين في عام 1492.

## التصميم
شكل المسجد عبارة عن مبنى كبير متعدد الأعمدة مع الفناء المركزي، يذكرنا بمخطط المسجد العربي المبكر الكلاسيكي في العمارة الإسلامية. تتميز المئذنة بعمود مثمن الشكل وتتميز بزخارفها الحجرية.

## قراءة إضافية
- Finster, Barbara (2009). "Arabian Peninsula, art and architecture". In Fleet, Kate; Krämer, Gudrun; Matringe, Denis; Nawas, John; Rowson, Everett (eds.). Encyclopaedia of Islam, Three (بالإنجليزية). Brill. ISBN:9789004161658. (Includes images of the mosque)

## روابط خارجية
- صورة المسجد على فليكر
- صورة مئذنة المسجد على فليكر